# Dalieshan
Dalieshan (kinesiska: 大列山) är en ö i Kina. Den ligger i provinsen Zhejiang, i den östra delen av landet, omkring 170 kilometer öster om provinshuvudstaden Hangzhou. Arean är 0,41 kvadratkilometer. Den sträcker sig 0,7 kilometer i nord-sydlig riktning, och 1,2 kilometer i öst-västlig riktning.
Genomsnittlig årsnederbörd är 1 981 millimeter. Den regnigaste månaden är juni, med i genomsnitt 355 mm nederbörd, och den torraste är januari, med 68 mm nederbörd.